# Stadio olimpico Camilo Cano
Lo stadio olimpico Camilo Cano (in spagnolo Estadio Olímpico Camilo Cano) è uno stadio di calcio situato a La Nucia, in Spagna. Ospita le gare interne del La Nucía. Nel 2020-2021, alla ripresa del campionato dopo la sospensione dell'attività dovuta all'emergenza COVID-19, ha ospitato le gare interne del Levante.